# Mellemnavn
Mellemnavn refererer til navne, som ikke en del af hverken fornavn(e) eller efternavnet. I Danmark, Norge og Sverige anvendes ofte navne der oprindeligt er efternavne, for eksempel ens mors pigenavn eller efternavnet på en anden nylig forfader (for eksempel en bedsteforælder).
Der er ikke noget krav til, at man skal have et mellemnavn, men mange har det, og det er sådan set muligt at have så mange mellemnavne, som man ønsker, selvom det dog ikke er særlig hyppigt forekommende, at folk antager mere end to mellemnavne. Såvel fornavne og mellemnavne adskiller sig derved fra efternavnet ved, at der ikke er nogen begrænsning for, hvor mange for- og mellemnavne, man kan have, mens man derimod kun kan have ét efternavn.
Før 1961 var der ikke nogen videre begrænsninger for, hvad man kunne antage som mellemnavne, hvorfor en del op gennem det 20. århundrede antog mellemnavne, som de ud fra en ren slægtsmæssig betragtning ikke havde noget forhold til, men juridisk blev mellemnavnet først fastslået som en del af navneloven af 17. maj 1961. En af de andre større ændringer i denne navnelov var at fastslå kvinders ret til eller mulighed for at bevare deres eget slægtsnavn efter indgåelse af ægteskab.
Med navneloven af 2005 blev der åbnet for, at ethvert egentligt mellemnavn, som man har adkomst til, tillige kan tages som efternavn, hvis man ønsker det, endvidere blev der i lovens §11. stk.1, nr. 4 givet mulighed for, at man kan tage et godkendt fornavn som mellemnavn. Et sådan mellemnavn taget efter §11. stk.1, nr. 4 kan dog ikke gives videre til andre familiemedlemmer, ligesom mellemnavnet heller ikke ved en senere lejlighed kan tages som efternavn.

## Mellembogstav
Et mellembogstav er et forkortet mellemnavn. Hvis det fulde navn er for langt at vise på sundhedskort eller CPR-bevis, forkortes ekstra fornavne og mellemnavne til en bogstavforkortelse. Mellembogstaver er meget brugt i navne i USA, men også andre steder, uden at udbredelsen vist er nærmere undersøgt. Individuelt vælger nogle at forkorte det første navn, hvis det ikke er kaldenavnet; men forkortelsen kan så ikke kaldes et mellembogstav.